# Günther Blumentritt
Günther Blumentritt, nemški general, * 10. februar 1892, München, † 12. oktober 1967, München.